# Spolkový ministr vnitra Německa
Spolkový ministr vnitra je člen vlády Spolkové republiky Německo, jenž zodpovídá za vnitřní bezpečnost, ochraňuje ústavní pořádek a za ochranu civilistů během náhlých situací, jako je přírodní katastrofa nebo teroristický útok. Do jeho kompetence rovněž spadá i dohlížení nad úřady, jež vydávají cestovní pasy, občanské průkazy, zbrojní pasy, atd. Spolkové ministerstvo vnitra rovněž spravuje a analyzuje informace, které jsou využívány v boji proti terorismu.

## Seznam spolkových ministrů vnitra
- Gustav Heinemann – 1949–1950 – CDU
- Robert Lehr – 1950–1953 – CDU
- Gerhard Schröder – 1953–1961 – CDU
- Hermann Höcherl – 1961–1965 – CSU
- Paul Lücke – 1965–1968 – CDU
- Ernst Benda – 1968–1969 – CDU
- Hans-Dietrich Genscher – 1969–1974 – FDP
- Werner Maihofer – 1974–1978 – FDP
- Gerhart Baum – 1978–1982 – FDP
- Jürgen Schmude – 1982 – SPD
- Friedrich Zimmermann – 1982–1989 – CSU
- Wolfgang Schäuble – 1989–1991 – CDU
- Rudolf Seiters – 1991–1993 – CDU
- Manfred Kanther – 1993–1998 – CDU
- Otto Schily – 1998–2005 – SPD
- Wolfgang Schäuble – 2005–2009 – CDU
- Thomas de Maizière – 2009–2011 – CDU
- Hans-Peter Friedrich – 2011–2013 – CSU
- Thomas de Maizière – 2013–2018 – CDU
- Horst Seehofer – 2018–2021 – CSU
- Nancy Faeserová – 2021–2025 – SPD
- Alexander Dobrindt – od 2025 – CSU